# 1952 في إيطاليا
فيما يلي قوائم الأحداث التي وقعت خلال عام 1952 في إيطاليا.

## سياسة

### تعيين في المنصب
- 17 سبتمبر – لويجي ستورزو عضو مجلس الشيوخ مدى الحياة.

### انتهاء فترة المنصب
- 1 يناير – كارلو أغوستيني Patriarchate of Venice [الإنجليزية]‏.
- 27 أبريل – غيدو كاستلنوفو عضو مجلس الشيوخ مدى الحياة.
- 24 يونيو – إنريكو دي نيكولا رئيس مجلس الشيوخ الإيطالي [الإنجليزية]‏.
- 20 نوفمبر – بينيدتو كروتشه عضو مجلس الشيوخ الإيطالي.

## مواليد

### يناير
- 16 يناير – بيركارلو غينزاني سائق سيارة سباق إيطالي.

### مارس
- 11 مارس – بيير باولو بيانكي متسابق دراجات نارية إيطالي.

### يونيو
- 18 يونيو – إيسابيلا روسوليني
- 22 يونيو – فرانكو كوتشينوتا لاعب كرة قدم إيطالي.
- 28 يونيو – بيترو منيا

### يوليو
- 15 يوليو – بييرلويجي بايريتو

### سبتمبر
- 1 سبتمبر – رودولفو بيانكي ممثل إيطالي.
- 10 سبتمبر – برونو جياكوميللي
- 12 سبتمبر – بييرلويجي مارزوراتي لاعب كرة سلة إيطالي.

### أكتوبر
- 7 أكتوبر – حمزة روبيرتو بيكاردو ناشر إيطالي.
- 19 أكتوبر – فيرجينيو فيراري متسابق دراجات نارية إيطالي.
- 27 أكتوبر – روبيرتو بينيني

### نوفمبر
- 25 نوفمبر – غابرييلي أوريالي لاعب كرة قدم إيطالي.

### ديسمبر
- 16 ديسمبر – فرانشيسكو غراتسياني لاعب كرة قدم إيطالي.

## وفيات

### أبريل
- 27 أبريل – غيدو كاستلنوفو (مواليد 1865)

### مايو
- 6 مايو – ماريا مونتيسوري (مواليد 1870)

### يونيو
- 9 يونيو – لويجي بوتشانتي (مواليد 1875) فيزيائي إيطالي.
- 20 يونيو – لويجي فاجيولي (مواليد 1898)

### يوليو
- 11 يوليو – إدواردو باكاري (مواليد 1871)

### سبتمبر
- 27 سبتمبر - الطبيب الأسترالي جون دالي، توفي بحادث سير في مدينة البندقية.

### أكتوبر
- 10 أكتوبر – ستيفانو ايغوتي (مواليد 1907) لاعب كرة قدم إيطالي.

### نوفمبر
- 8 نوفمبر – جينو فانو (مواليد 1871) رياضياتي إيطالي.
- 20 نوفمبر – بينيدتو كروتشه (مواليد 1866)

### ديسمبر
- 1 ديسمبر – فيتوريو إمانويلي أورلاندو (مواليد 1860) دبلوماسي إيطالي.
- 28 ديسمبر – كارلو أغوستيني (مواليد 1888)